# Índice de bienestar económico sostenible
El índice de bienestar económico sostenible (IBES) es un indicador económico alternativo que intenta reemplazar al 
Producto interno bruto (PIB) como indicador de bienestar social. El IBES se evalúa mediante técnicas similares, pero en lugar de contabilizar los bienes y servicios de la economía, contabiliza de un lado el gasto de los consumidores, la utilidad aportada por el trabajo doméstico; y del otro descuenta el coste de las externalidades asociadas a la polución y el consumo de recursos. Es similar al índice de progreso real (IPR) (o índice de progreso genuino (IPG)) que añade al IBES nuevos valores.

## Definición
A grandes rasgos, el IBES puede se definido aproximadamente mediante la siguiente fórmula:
| Símbolo                          | Nombre                                                                       |
| -------------------------------- | ---------------------------------------------------------------------------- |
| {\displaystyle IBES}             | Índice de bienestar económico sostenible                                     |
| {\displaystyle {\tilde {C}}_{P}} | Consumo privado o personal (sin contar los gastos en seguridad)              |
| {\displaystyle {\tilde {C}}_{C}} | Consumo o gasto público pero sin incluir los gastos militares y de seguridad |
| {\displaystyle C_{PS}}           | Consumo privado en seguridad                                                 |
| {\displaystyle C_{CS}}           | Gasto público o consumo colectivo en seguridad nacional                      |
| {\displaystyle I}                | Formación bruta de capital o inversión                                       |
| {\displaystyle P_{D}}            | Valor de los servicios producidos y consumidos en el propio hogar            |
| {\displaystyle \delta _{A}}      | Coste de degradación ambiental                                               |
| {\displaystyle \delta _{NK}}     | Depreciación del capital natural                                             |

Pueden compararse estas partidas con las del PIB de una economía cerrada:
{\displaystyle PIB=IBES+2(C_{PS}+C_{CS})-P_{D}+\delta _{A}+\delta _{NK}\,}
| Símbolo               | Nombre                                                         |
| --------------------- | -------------------------------------------------------------- |
| {\displaystyle PIB}   |                                                                |
| {\displaystyle C_{P}} | Consumo privado o personal (incluyendo gastos de seguridad)    |
| {\displaystyle C_{C}} | Consumo o gasto público total (incluyendo gastos de seguridad) |
| {\displaystyle I}     | Formación bruta de capital o inversión                         |

## Historia
El IBES se basa en las ideas presentadas por W. Nordhaus y James Tobin en su Measure of Economic Welfare y el término fue acuñado por Herman Daly y John Cobb en 1989. Posteriormente añadieron otros costes al cómputo del IBES. De este último trabajo de modificación del IBES surgió el índice de progreso real (IPR) o índice de progreso genuino (IPG).